# 蘭維克灣 (南喬治亞島)
蘭維克灣（英語：Ranvik），是南極洲的海灣，位於南喬治亞島南部，處於迪亞斯灣東南面6公里，在1951至1957年期間被測量，現時由英國海外領土管轄。